# スミュール＝アン＝ブリオネ
スミュール＝アン＝ブリオネ（フランス語: Semur-en-Brionnais、フランス語発音: [səmyʁ ɑ̃ bʁijɔnɛ]) は、フランス東部のブルゴーニュ＝フランシュ＝コンテ地域圏のソーヌ＝エ＝ロワール県にあるコミューンである。

## 文化的遺産
サン・ユーグ城
高さ22mの城郭で左右に円塔が建つ。10世紀頃からの城で、ブルゴーニュ地方最古の城の一つとされる。
サン＝ティレール参事会教会
12世紀に建てられた教会。ロマネスク様式の外観で八角形の鐘楼を持つ。
サン・マルタン・ラ・ヴァレ礼拝堂
11世紀に立てられた教会。内壁には12-16世紀ものとされる壁画が描かれている。
サン・ユーグ修道院
1830年築。2022年現在はCongrégation des Sœurs Apostoliques de Saint-Jean（直訳: 聖ヨハネ使徒修道女会）が使用している。
メゾン・デュ・シャピトル
小さな修道院として建てられたこの建物には、後に村の学校が入り、現在はブリオネにおけるロマネスク建築の展示などが行われている。
村の城壁

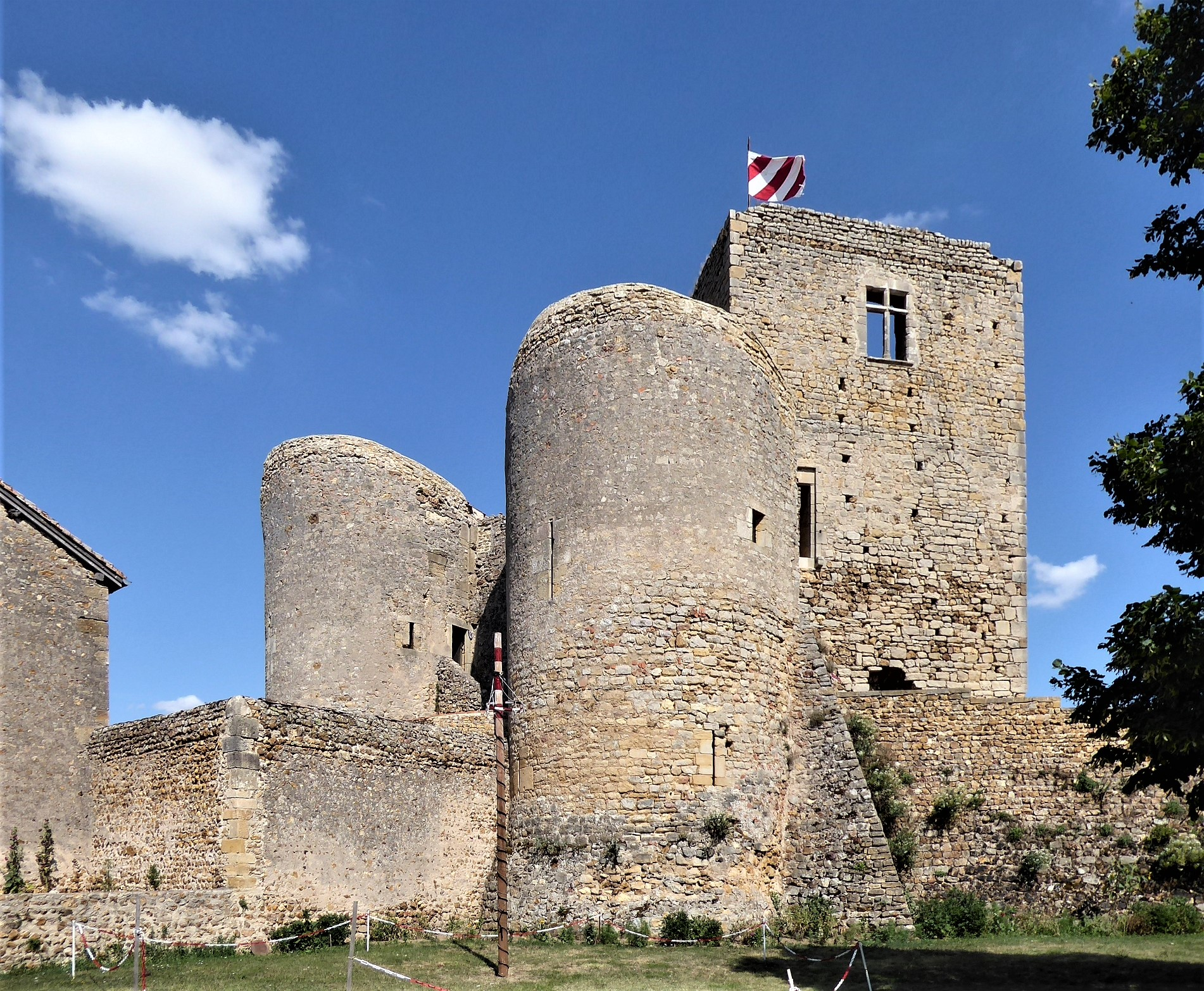
サン・ユーグ城
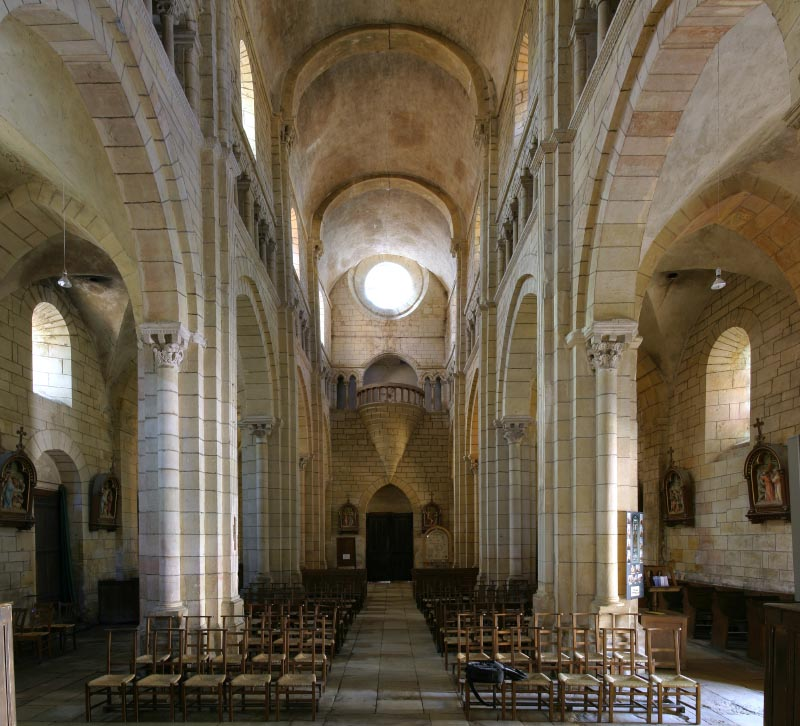
サン＝ティレール参事会教会の内部
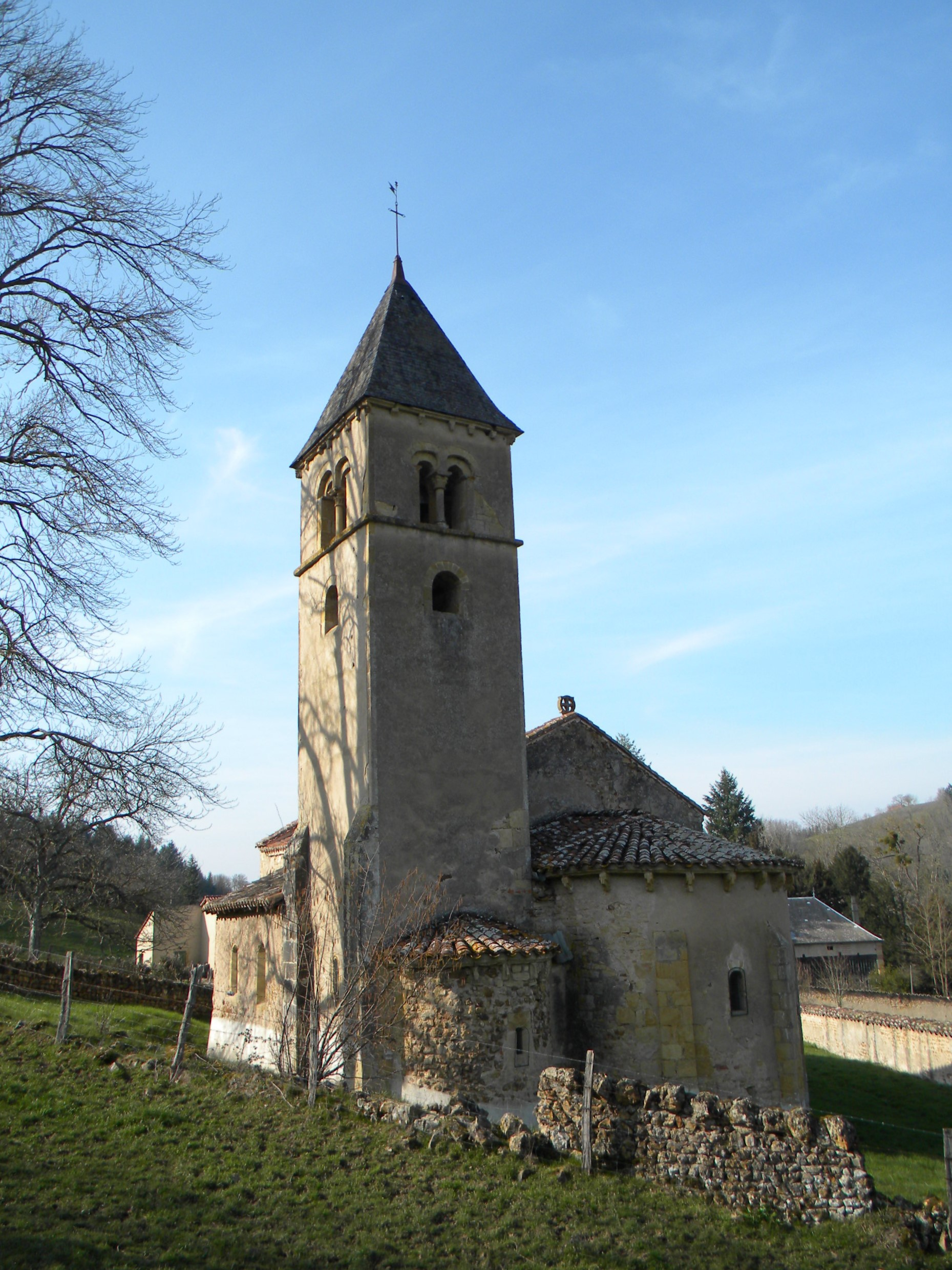
サン・マルタン・ラ・ヴァレ礼拝堂
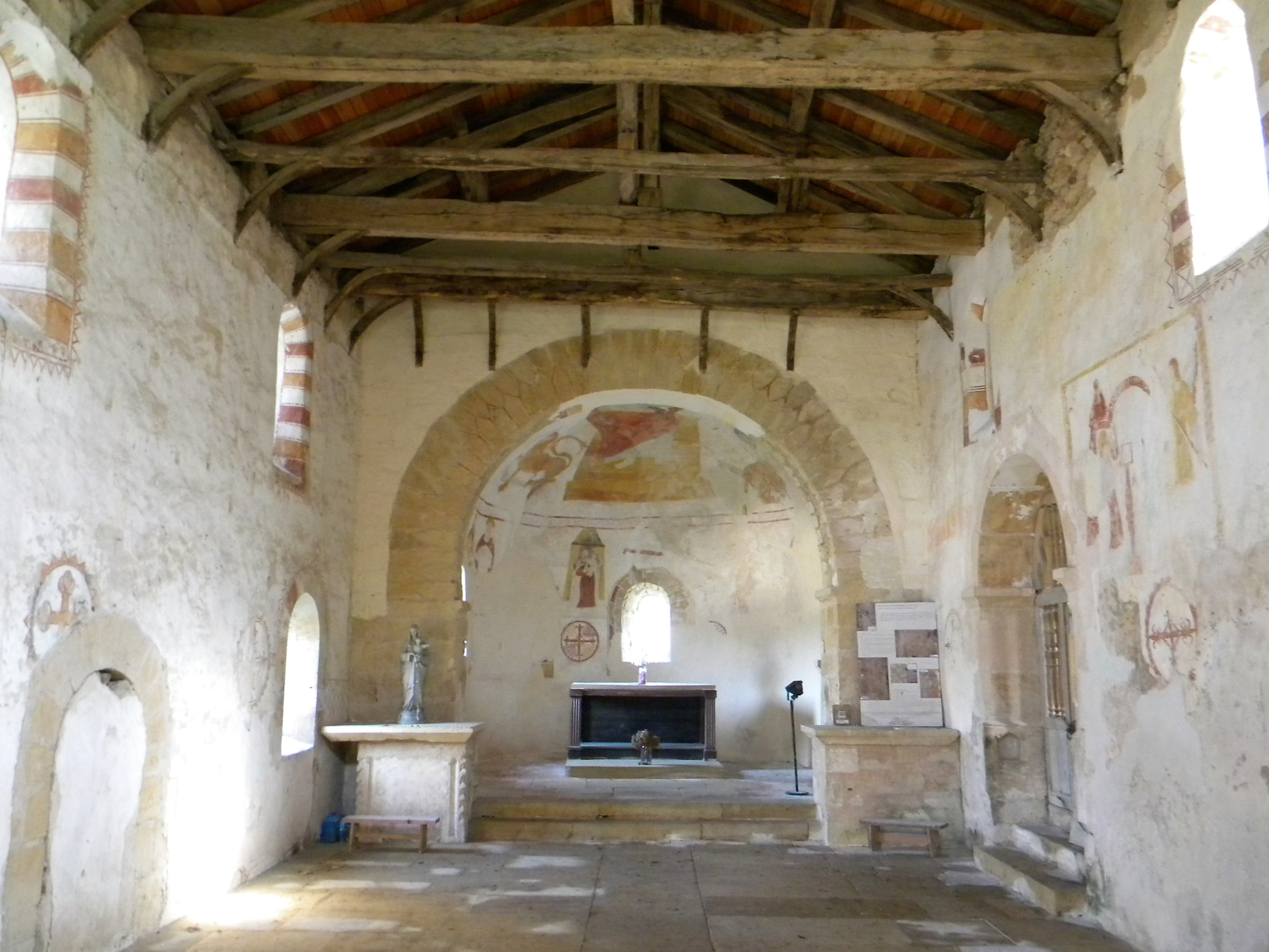
サン・マルタン・ラ・ヴァレ礼拝堂の内部
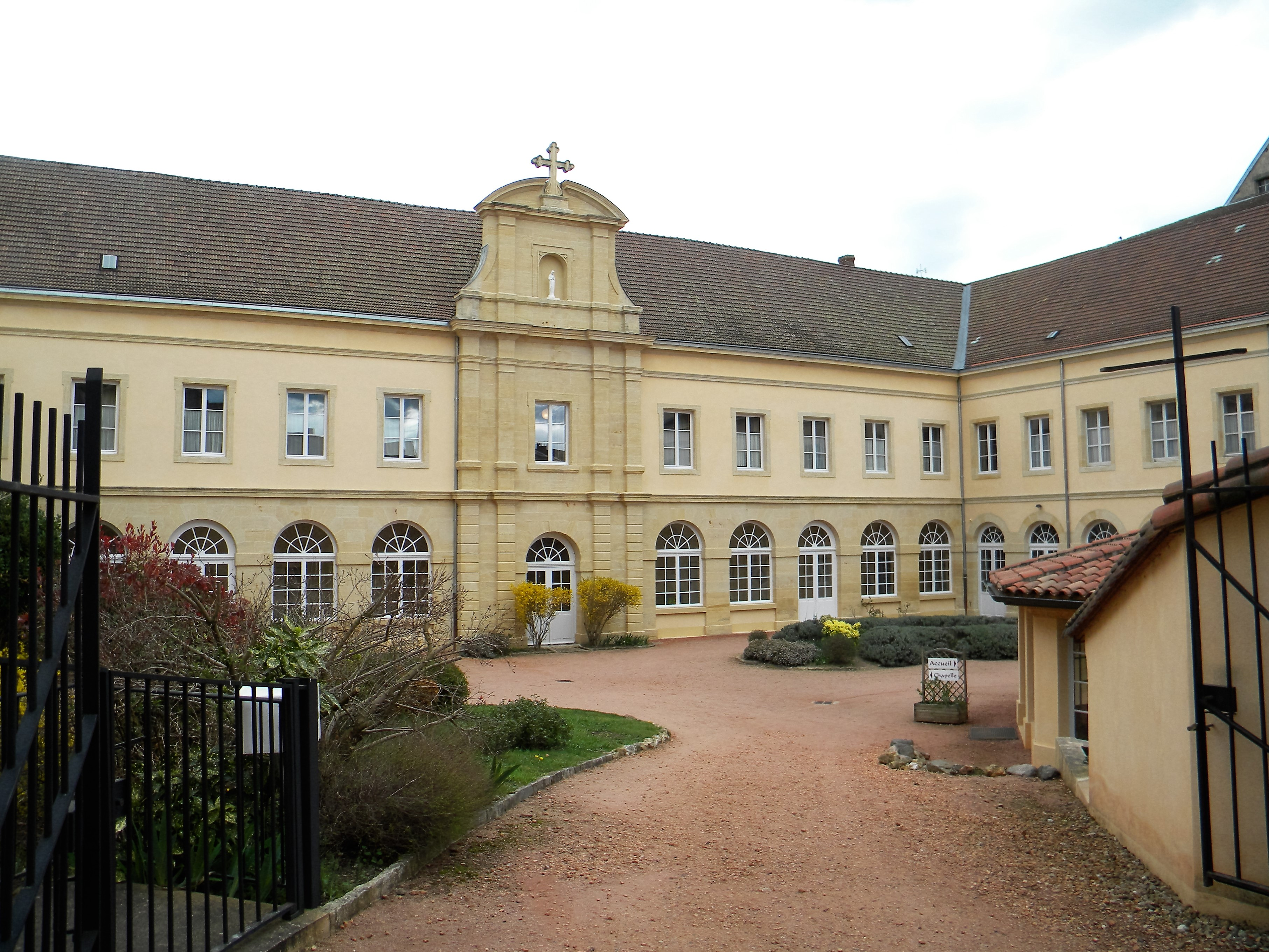
サン・ユーグ修道院
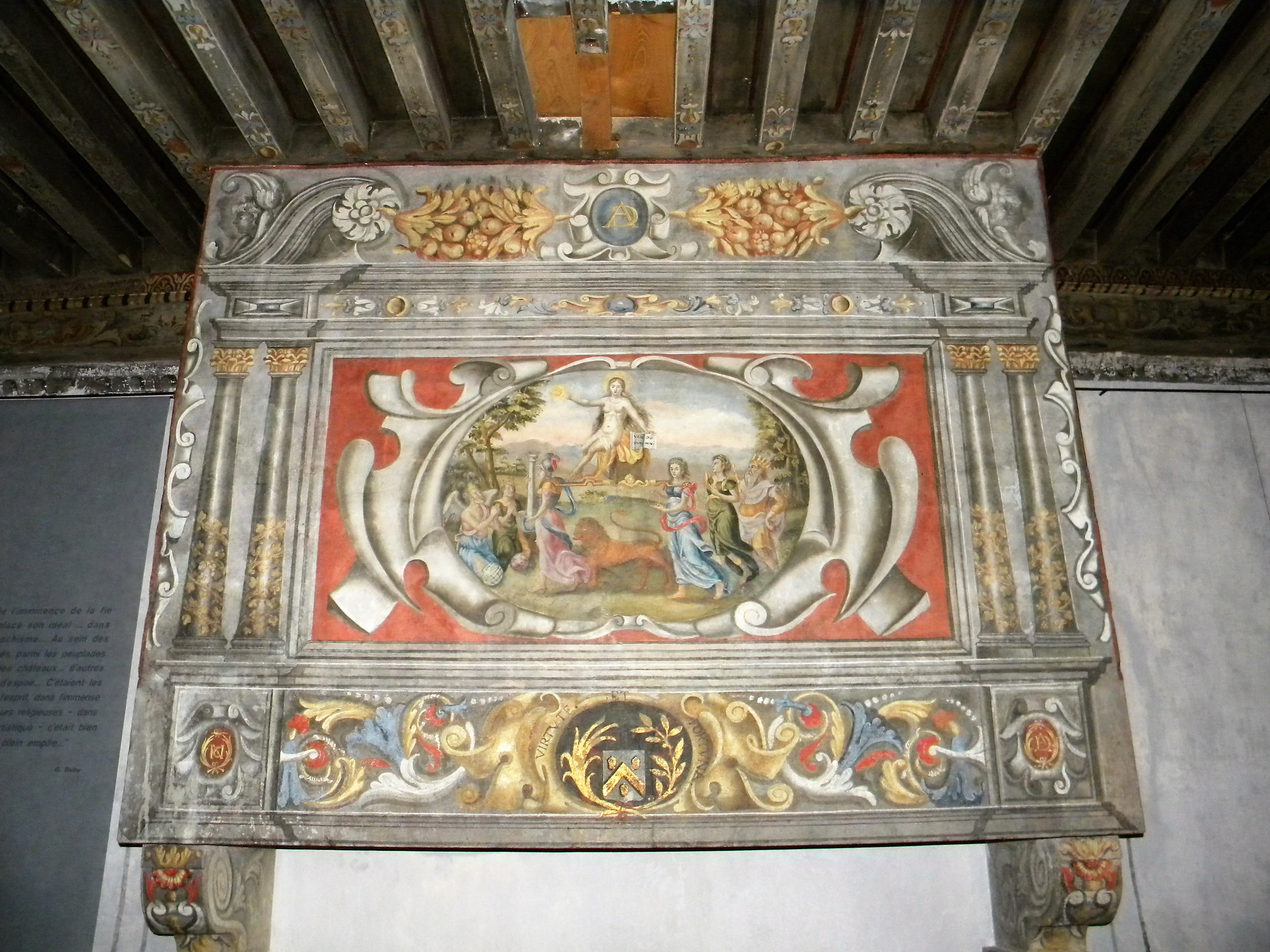
メゾン・デュ・シャピトル内の絵画が描かれた暖炉

## 出身人物
クリュニーのユーグ
1024年にサン・ユーグ城で生まれる。クリュニー修道院の院長を務めた。
アンリエット・ダンジュヴィル
モンブラン登頂に成功した2人目の女性。
アルベール・ルー
1935年生まれ、2021年没。シェフ。英国で初めてミシュランの3つ星を獲得したレストラン「ル・ガブロッシュ」を経営していた。大英帝国勲章OBE、レジオンドヌール勲章の叙任者。